# Flines-lès-Mortagne
Flines-lès-Mortagne là một xã ở tỉnh Nord trong vùng Hauts-de-France, Pháp.